# 阿姆菲波利斯
阿姆菲波利斯（希臘語：Αμφίπολη）是希腊中马其顿大区塞雷专区的市镇，行政中心为罗佐利沃斯镇。市镇名字源自同名希腊古城邦。市镇面积为411.7平方公里，2021年人口数量为7,186人。
现今范围的市镇设立于2011年地方政府改革中，由原4个市镇合并而成，原市镇则成为此市镇的4个市区。阿姆菲波利斯市区（即原阿姆菲波利斯市镇）的面积为152.1平方公里，2021年人口数量为2,170人。